# Laminacauda defoei
Laminacauda defoei is een spinnensoort in de taxonomische indeling van de hangmatspinnen (Linyphiidae).
Het dier behoort tot het geslacht Laminacauda. De wetenschappelijke naam van de soort werd voor het eerst geldig gepubliceerd in 1899 door Frederick Octavius Pickard-Cambridge.